# Instytut Techniczny Lotnictwa
Instytut Techniczny Lotnictwa – instytucja naukowo-doświadczalna Wojska Polskiego w II Rzeczypospolitej.
Instytut Badań Technicznych prowadził prace badawcze nad konstrukcjami samolotów i własnościami materiałów lotniczych, balonowych i meteorologicznych. Propagował wydawnictwa, sporządzał komunikaty informacyjne dla formacji lotniczych, współpracował z instytucjami cywilnymi .

## Formowanie i zmiany organizacyjne
W październiku 1921 zorganizowana została Wojskowa Centrala Badań Lotniczych.
W czerwcu 1923 przemianowano pluton doświadczalny na sekcję doświadczalno-transportową.
W myśl „Tymczasowej instrukcji organizacyjnej służby lotnictwa” z 10 maja 1926 roku, w tym czasie instytucja nosiła nazwę Instytut Badań Technicznych Lotnictwa. 
W listopadzie 1935 roku nastąpiła reorganizacja lotnictwa, a na podstawie rozkazu MSWojsk. z dniem 1 sierpnia 1936 roku przemianowano Instytut Badań Technicznych Lotnictwa na Instytut Techniczny Lotnictwa. Organizacja wewnętrzna Instytutu pozostała bez zmian. 

## Struktura organizacyjna
Struktura 11 października 1921 :
- laboratorium aerodynamiczne
- laboratorium oddziału wytrzymałości tworzyw lotniczych.

Struktura w 1926 :
- kierownictwo
- stacje doświadczalne
- laboratoria
- warsztaty doświadczalne.

Struktura w 1935 :
- kierownictwo
- sekretariat
- oddział administracyjno-rachunkowy,
- oddział techniczny
- oddział samolotów,
- oddział silników,
- oddział wyposażenia
- oddział płatowców
- oddział technologiczny

## Obsada personalna instytutu
Pokojowa obsada personalna instytutu w marcu 1939 roku:
- kierownik instytutu – ppłk inż. Franciszek Rudnicki
- kierownik oddziału samolotowego – mjr Konstanty Piotrowicz
- kierownik oddziału technicznego – mjr inż. Cezary Julian Stępowski
- kierownik oddziału silników – mjr Henryk Jan Gizaczyński
- kierownik oddziału użytkowego – mjr int. Marian Józef Fruhauf
- kierownik działu uzbrojenia –  mjr inż. Robert Juliusz Hirszbandt
- kierownik działu – kpt. Mieczysław Ojrzyński
- kierownik działu – kpt. Alfred Gürtler
- kierownik działu – kpt. inż. Stanisław Dudziński
- kierownik działu – kpt. inż. Wilhelm Pankratz
- kierownik działu – kpt. inż. Stefan Maksymilian Wagner
- kierownik referatu bombardowań – kpt. uzbr. Józef Tadeusz Koss
- kierownik referatu – kpt. Antoni Piotr Gartner
- kierownik referatu – kpt. Jerzy Arciszewski
- kierownik referatu – kpt. inż. Stanisław Marceli Brejnak
- kierownik referatu – kpt. Tadeusz Józef Domaradzki
- kierownik referatu – kpt. Piotr Izydor Ignut
- kierownik referatu – kpt. inż. Mikołaj Kaczanowski
- kierownik referatu – kpt. Wacław Stanisław Motz
- kierownik referatu – por. Józef Filipowski
- kierownik referatu – por. Józef Bolesław Kądziola
- kierownik referatu – por. Tadeusz Leon Lenczewski
- kierownik referatu – por. Henryk Karol Prus
- referent – por. Bronisław Klatt
- referent – por. Henryk Sarnicki